# Chrysococcyx rufomerus
El cuclillo de mejilla verde (Chrysococcyx rufomerus) es una especie de ave en la familia Cuculidae. A veces es considerado una subespecie de Chrysococcyx minutillus.

## Descripción
Las partes superiores son de color verde oscuro con un brillo bronceado, su corona es negra. Las plumas de su frente, cara y mejillas son oscuras.

## Distribución y hábitat
Se lo encuentra en el sudeste de Asia, en las Islas menores de la Sonda. Su hábitat natural son los bosques bajos húmedos subtropicales o tropicales. Este es el cuclillo más pequeño del mundo, pesando solo 17 gramos y midiendo 15 cm de largo.